# Guy de Lusignan
Guy de Lusignan (n. 1159 - d. 18 iulie 1194), conte de Jaffa și de Ascalon, a fost soțul prințesei Ierusalimului, Sibila. După moartea cauzată de o boală incurabilă (lepră) a fratelui ei, Baudouin IV, rege al Ierusalimului, decedat în 1186, Sibila este aleasă regină a Ierusalimului. Guy de Lusignan ajunge să fie numit comandantul suprem al cavalerilor cruciați. În confruntarea cu armata de 200.000 de luptători a sultanului Saladin (Salah al-Din), conducătorul Egiptului și Siriei, Guy de Lusignan, împreună cu sângerosul și fanaticul senior de Kerak Renaud de Chatillon, sunt uciși, unicul apărător al Ierusalimului rămânând tînărul baron Balian de Ibelin. Datorită curajului și demnității de care a dat dovadă, sultanul Saladin îl lasă în viață pe el și pe regina Sibila. Conform legendei medievale, cei doi renunță la titluri și pleacă împreună în Italia, între regina Sibila și baronul Balian existând o nemărginită dragoste.
După 88 de ani, orașul Ierusalim a fost ocupat fără a avea loc masacre. La fel ca după victoria de la Hattin sau în diferite alte ocazii, și de această dată Saladin și-a respectat angajamentul cu loialitate, dovezile de umanitate și frumoasa ținută cavalerească umplându-i de admirație pe cronicarii latini [R.Grousset] Sultanul angajându-se să cedeze grecilor, nu cruciaților, locurile sfinte din Ierusalim (Sfântul Mormânt și alte sanctuare), ceea ce ar fi realizat ambiția bizantinilor - triumful bisericii și ritului grec asupra celor latine.